# 臨港鶴見川橋
臨港鶴見川橋は、横浜市鶴見区鶴見中央5丁目と同区下野谷町1丁目とを結ぶ、鶴見川にかかる橋である。
JR鶴見線が鶴見川を渡る位置から150メートルほど上流に位置している。

## 概要
デザイン的には地味であり、車道も一車線で、歩道も狭い橋であるが、鶴見川にかかる徒歩で往来可能な橋としては、河口側から数えて鶴見大橋（産業道路）に続く2番目の位置にある。江戸時代に存在した潮田の渡し場の跡からすぐのところに位置している。
いつから現在の名称となったかは定かでない。1951年（昭和26年）3月製版の「横浜市三千分一地形図画像（昭和初期）」においては「鶴見川大橋」と記載があるが、1957年（昭和32年）10月測図の「横浜市三千分一地形図画像（昭和30年代）」においては現在の名称で記載されている。

## 周辺
周辺は住宅街である。以下の鉄道駅が付近にある。
- JR鶴見線 国道駅
- 京急電鉄 花月総持寺駅

潮田側には、川岸に日商岩井のマンションが立ち並んでいる。

## 沿革・歴史
元々は1925年（大正14年）に開業し総持寺前 - 大師間を結んでいた海岸電気軌道（のちに鶴見臨港鉄道軌道線）の軌道であった。この路線は1937年（昭和12年）に廃止されている。
1966年5月21日 には、 この橋の付近で通り魔殺人事件が発生している。この事件の顛末を基にして1978年に発表されたノンフィクション「衝動殺人」（佐藤秀郎著）は、翌年に木下惠介監督により「衝動殺人 息子よ」として映画化されている。
1979年度に鶴見川の大浚渫工事が行われ、桁下の高さが低かったため、新橋掛け替えを突貫工事で進めた歴史があり、今の橋は1981年3月竣工の橋である。
2010年5月10日、この橋の付近の鶴見川で、女性の遺体が発見された。